# Caspasa
Les caspases són una família d'enzims clau en la transducció i execució del senyal apoptòtic induït per una gran diversitat d'estímuls. Les caspases constitueixen una família de proteases de cisteïna amb especificitat per substrats que contenen residus d'àcid aspàrtic. Aquesta família conté 16 membres identificats, dels quals 14 són de procedència humana. A més, es tracta de proteïnes molt conservades evolutivament, la qual cosa reflecteix la seva importància en mecanismes cel·lulars essencials.

## Descobriment i nomenclatura
L'any 1993 va ser descobert l'enzim convertidor de la interleucina-1-β (ICE), coneguda actualment com a caspasa-1, responsable de transformar la proleucina-1-β en la seva forma inflamatòria activa. Aquest descobriment va donar pas a l'estudi de les altres caspases, identificant la ICE com un regulador clau de la resposta inflamatòria en mamífers.
El paper fonamental de les caspases en l'apoptosi va ser descrit per primera vegada per H. Robert Horvitz mentre aquest estudiava el nematode Caenorhabditis elegans.  En el seu estudi, H. Robert Horvitz, va identificar la proteasa CED-3 com a essencial per la mort cel·lular. A arrel d’aquest descobriment, va trobar juntament amb l’investigador Junying Yuan que la CED-3 tenia propietats molt similars a les de la ICE en mamífers. Així es van acabar descobrint les diferents caspases, tant d’humans com d'altres espècies, que es coneixen actualment.

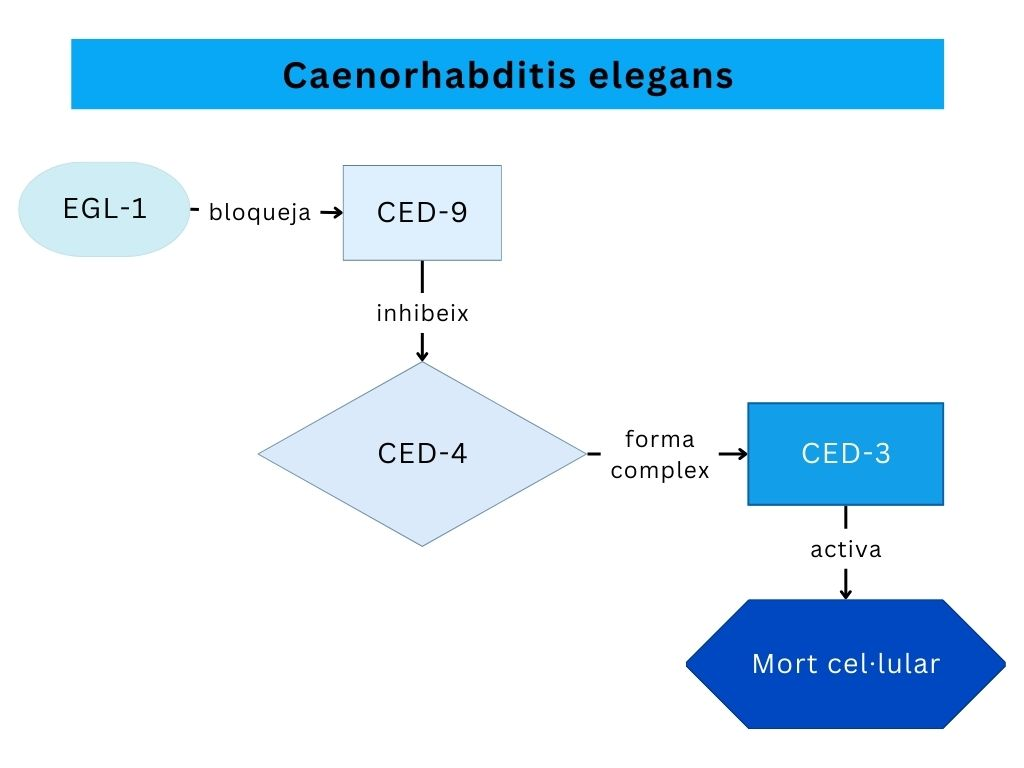
La via apoptòtica en el nematode Caenorhabditis elegans il·lustra el paper essencial de les proteases CED-3 i CED-4 en la inducció de la mort cel·lular. La proteïna CED-9 actua com a inhibidor de la CED-4, la qual activa la CED-3, de manera que evita l'activació de CED-3 i CED-4.

La ràpida identificació de nous homòlegs d'aquesta família va conduir a l'establiment d'una nomenclatura estandarditzada per a simplificar la comunicació científica. El terme "caspasa" es va adoptar per reflectir les característiques catalítiques d'aquests enzims. El sufix "c" per cisteïna i "aspasa" per la seva capacitat d'escissió després de residus d'àcid aspàrtic. Seguint aquest sistema, cada caspasa s'identifica amb un número assignat cronològicament segons el seu descobriment.

## Classificació de les caspases
Les caspases involucrades en el procés apoptòtic es divideixen en dues categories principals segons el seu rol en aquest: caspases iniciadores i caspases efectores.

### Caspases iniciadores
Inclouen les caspases-2, -8, -9 i -10. Aquestes caspases són les primeres a intervenir en la cascada apoptòtica i tenen un paper central en la detecció de senyals apoptòtics. Es distingeixen per la presència de dominis de reclutament especialitzats, com el domini CARD (Caspase Activation and Recruitment Domain) o el domini DED (Death Effector Domain). Tals dominis els permeten associar-se amb complexos proteics específics com el DISC (Death-Induciog Signaling Complex) o l'apoptosoma, segons el tipus de senyal. Aquesta unió els permet activar-se mitjançant auto-clivació i resulta essencial per l'activació de les caspases efectores i  l'inici del procés de degradació.

### Caspases efectores
D'una banda, inclouen les caspases-3, -6 i -7. Aquestes caspases romanen inactives fins que són activades per les caspases iniciadores en resposta a senyals apoptòtiques. A diferència de les iniciadores, no contenen dominis de reclutament per associar-se a complexos inicials, sinó que s'activen a partir de la clivació per part de les caspases iniciadores. Les caspases efectores seran les responsables d'iniciar els processos que conduiran a l'apoptosi.
D'altra banda, també s'inclouen les caspases-1, -4, -5, -11, -12, -13 i -14, amb una funció inflamatòria important. Aquestes caspases s'activen en resposta a danys cel·lulars o infeccions i són essencials per produir citocines inflamatòries com la IL-1β i la IL-18, que recluten cèl·lules immunitàries i promouen la inflamació.
| Tipus de caspasa | Classificació | Funció principal                                  | Rol en apoptosi                                                           |
| ---------------- | ------------- | ------------------------------------------------- | ------------------------------------------------------------------------- |
| Caspasa-1        | Efectora      | Activació interleucina-1β. Resposta inflamatòria. | Principalment controla la inflamació, però pot desencadenar la piroptosi. |
| Caspasa-2        | Iniciadora    | Detecció de senyals d'estrès cel·lular.           | Indueix l'apoptosi en resposta a dany cel·lular i estrès.                 |
| Caspasa-3        | Efectora      | Degradació cel·lular.                             | Degrada múltiples substrats en la mort cel·lular programada.              |
| Caspasa-4        | Efectora      | Resposta inflamatòria.                            | Contribueix a la inflamació i a la resposta immunitària.                  |
| Caspasa-5        | Efectora      | Resposta inflamatòria.                            | Controla la inflamació i participa en la resposta immunitària.            |
| Caspasa-6        | Efectora      | Actuació en etapes intermèdies de l'apoptosi.     | Participa en l'apoptosi neuronal.                                         |
| Caspasa-7        | Efectora      | Degradació cel·lular.                             | Degrada proteïnes en la mort cel·lular programada.                        |
| Caspasa-8        | Iniciadora    | Participació en la via extrínseca.                | Iniciadora clau en la vía dels receptors de mort Fas.                     |
| Caspasa-9        | Iniciadora    | Participació en la via intrínseca.                | Indispensable per a l'apoptosi en resposta a danys mitocondrials.         |
| Caspasa-10       | Iniciadora    | Participació en la via extrínseca.                | Escindeix i activa altres caspases.                                       |
| Caspasa-11       | Efectora      | Resposta inflamatòria.                            | Contribueix a la inflamació i a la resposta immunitària.                  |
| Caspasa-12       | Efectora      | Resposta inflamatòria.                            | Està involucrada en l'estrès del RE i en la inflamació.                   |
| Caspasa-13       | Efectora      | Resposta inflamatòria.                            | Té una funció potencial en la inflamació i la immunitat.                  |
| Caspasa-14       | Efectora      | Resposta inflamatòria.                            | Participa en processos d'inflamació cutània.                              |

## Estructura molecular
Les caspases són inicialment sintetitzades com a proenzims tripartits, ja que poden suposar un perill per a la cèl·lula. Les tres parts en què generalment es divideixen són: el pro-domini de l'extrem N-terminal, una subunitat gran i una subunitat petita C-terminal.

### Pro-domini N-terminal
El pro-domini de les caspases depèn del tipus de caspasa en qüestió, de manera que la seva massa pot variar entre 3 kDa i 24 kDa. Per tant, es poden dividir en dues classes diferents: la classe I (amb pro-domini N-terminal gran), a la qual pertanyen les procaspases 1, 2, 4, 5, 8, 9, 10, 11, 12 i 13, i la classe II (amb pro-domini N-terminal petit o sense pro-domini), a la qual pertanyen les procaspases 3, 6 i 7.
Les caspases de classe I poden tenir dos tipus de subdominis dins del pro-domini: DED (death effector domain) o CARD (caspase activation and recruitment domain). Aquest últim consta de 6 hèlixs alfa amfipàtiques i antiparal·leles molt empaquetades, de manera que es forma un nucli hidrofòbic amb residus carregats a la superfície.
Ambdós subdominis dins del pro-domini seran importants per poder dur a terme la funció de les caspases.

### Subunitat gran i subunitat petita
Generalment, la subunitat gran i la subunitat petita s'acostumen a anomenar p20 i p10, respectivament. La p20 pot tenir una massa d'entre 17 i 21 kDa. En canvi, la p10 pot tenir una massa d'entre 10 i 13 kDa. Tot i això, ambdues subunitats contenen un àcid aspàrtic a l'inici de la seva seqüència d'aminoàcids.

### Centre actiu
Cada caspasa té dos centres actius, els quals acostumen a funcionar de forma independent. Cada centre actiu reconeix un motiu d'un tetrapèptid que correspon a quatre residus N-terminal, els quals s'anomenen P1, P2, P3 i P4. Cada residu reconegut pel centre actiu ha de complir unes certes condicions: el P1 ha de contenir una Asp, el P2 pot variar en funció del tipus de caspasa, el P3 sovint ha de contenir un Glu i el P4, igual que el P2, té requisits variables en funció del tipus de caspasa. No obstant, no només és important la seqüència d'aminoàcids de la proteïna reconeguda pel centre actiu, sinó que també és de vital importància la seva estructura tridimensional.

## Mecanisme d'acció
La funció principal de les caspases és l'apoptosi o mort cel·lular programada, tot i que també intervenen en altres processos, com la piroptosi o la inflamació.

### Apoptosi
Per tal d'iniciar aquest procés es necessiten uns activadors que permetin actuar a les caspases. Aquests activadors es poden dividir en dos tipus: interns (com els oncogens o els supressors tumorals) i externs (com les radiacions UV, el factor de creixement transformant beta o certs neurotransmissors). El procés d'activació s'explica en més detall en el següent apartat.

#### Via extrínseca

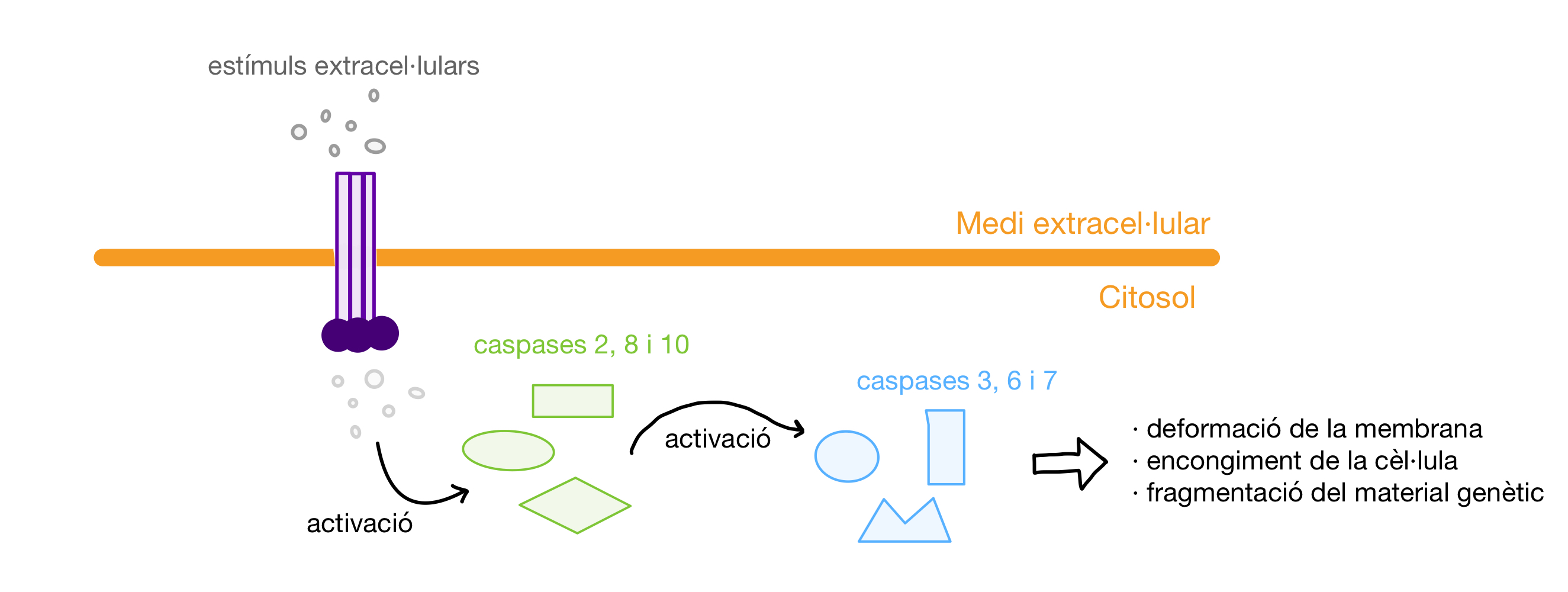
Via extrínseca de l'apoptosi

En aquesta via, l'apoptosi s'indueix mitjançant estímuls extracel·lulars, tal com s'ha esmentat anteriorment. Aquests activen les caspases iniciadores 2, 8 i 10, les quals activaran les caspases efectores 3, 6 i 7. Aquestes últimes tres caspases provoquen el trencament de proteïnes del citoesquelet i de proteïnes nuclears. Això provoca la deformació de la membrana, l'encongiment de la cèl·lula i la fragmentació del material genètic. Així, la cèl·lula es divideix en unes vesícules anomenades cossos apoptòtics. Aquests cossos apoptòtics seran fagocitats i eliminats per cèl·lules fagocítiques, com els macròfags.

#### Via intrínseca

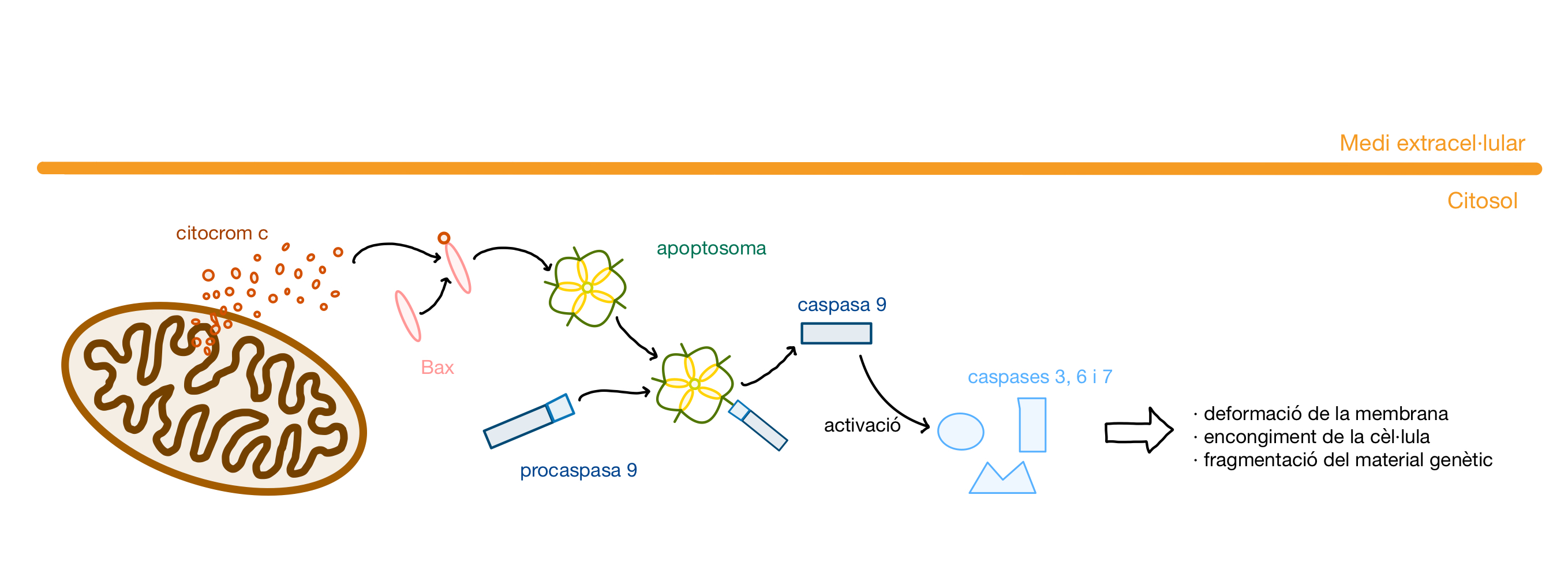
Via intrínseca de l'apoptosi.

Aquesta via també s'anomena via mitocondrial i s'activa per estrès o altres senyals que provoquen la sortida de citocrom c del mitocondri. L'alliberament del citocrom c provoca una pèrdua de potencial de membrana del mitocondri i, per tant, una desestabilització de la seva membrana externa. Alhora, el citocrom c present al citosol s'uneix a altres proteïnes, com la Bax i la Bak, de manera que es forma un apoptosoma. Aquest s'uneix a la procaspasa 9 i la converteix en caspasa 9 activa. En conseqüència, s'inicia una cascada que activa les caspases efectores 3, 6 i 7. Aquestes tres, igual que a la via extrínseca, indueixen la deformació de la membrana, l'encongiment de la cèl·lula i la fragmentació del material genètic. D'aquesta manera, es formen els cossos apoptòtics, que seran fagocitats i eliminats per cèl·lules fagocítiques.

### Piroptosi
La piroptosi és un tipus de mort cel·lular programada altament inflamatòria que sovint es produeix després d'una infecció amb patògens intracel·lulars. Pot ser activada mitjançant diverses proteïnes com la caspasa 1, la caspasa 3, la caspasa 4, la caspasa 5, la caspasa 11  o la GSDMD.

#### Piroptosi regulada per la caspasa 1
L'activació de la caspasa 1 és deguda a una gran varietat de proteïnes, com les NDLR (NOD-like Leucine Rich Repeats), les ALR (AIM2-Like Receptors), les Pyrin o les IFI16. Aquestes proteïnes s'uneixen a la capasa 1 per activar-la i formen un complex multiprotèic anomenat inflamasoma. Aquest complex serà el responsable d'induir la mort cel·lular programada mitjançant la secreció de citocines a través de porus a la membrana plasmàtica.

#### Piroptosi regulada per les caspases 4, 5 i 11
Aquest tipus de piroptosi es duu a terme a través de la caspasa 4 i 5 en humans i a través de la caspasa 11 en ratolins. En tots dos casos, les caspases indueixen la pritoptosi quan les endotoxines (LPS) de la paret extracel·lular dels bacteris gramnegatiu es troben al citoplasma de la cèl·lula hoste. Així, activen la proteïna GSDMD, la qual provoca inflamació cel·lular i la lisi de la cèl·lula.

### Inflamació
En aquest cas, hi intervenen les caspases 1, 4, 5 i 11 de manera similar a la piroptosi, però sense acabar induint la mort cel·lular.
La caspasa 1 té un rol fonamental en el sistema immunitari innat. La caspasa 1 activa les citocines inflamatòries, que avisen les cèl·lules immunitàries i afavoreixen l'ambient per tal que aquestes puguin arribar a la zona danyada.
Les caspases 4 i 5 en humans i la caspasa 11 en ratolins reconeixen, igual que en la piroptosi, les endotoxines (LPS) de la paret extracel·lular dels bacteris gramnegatiu. En conseqüència, es produeix una secreció de citocines IL-1β i IL-18, les quals activen la caspasa 1, de manera que s'inicia el procés explicat en el paràgraf anterior.
Finalment, les caspases també poden induir la inflamació a nivell transcripcional. Així, les caspases promouen la transcripció del factor nuclear kB (NF-kB), el qual alhora indueix la transcripció de citocines inflamatòries com els interferons, la TNF, la interleucina-6 i la interleucina-8.

## Regulació

### Activació
L’activació de les caspases i la subseqüent cascada apoptòtica es donen de manera independent i són regulades a nivell post-transcripcional.
Inicialment, les caspases són sintetitzades com a precursors enzimàtics inactius, coneguts com a zimògens, o com a dímers inactius. Aquests es converteixen en la seva forma activa a través d’un procés de ruptura proteolítica. L’activació s'inicia amb la dimerització de les caspases i es completa mitjançant una escissió intracatenària (“cleaving”), un procés induït per les caspases iniciadores. Aquesta escissió incrementa significativament l'activitat catalítica mitjançant canvis conformacionals al centre actiu de l'enzim. L'enzim madur resultant (en la seva forma activa) és un heterotetràmer format per dos heterodímers p20/p10, cadascun amb un centre actiu funcional.
Un cop actives, les caspases inicien la hidròlisi dels residus d'àcid aspàrtic en les proteïnes substrat, desencadenant una reacció en cascada que activa successivament altres caspases i finalitza amb la mort de la cèl·lula. Per tant, la regulació d'aquest procés és essencial per determinar la supervivència cel·lular, ja que una activació descontrolada de les caspases pot comprometre la viabilitat de la cèl·lula i conduir a la seva apoptosi.

#### Mecanismes d'activació
Existeixen diferències entre els mecanismes d'activació de les caspases iniciadores i les efectores. Mentre que les iniciadores s'activen mitjançant interaccions proteïna-proteïna, les caspases efectores es processen proteolíticament per altres caspases.

##### 1. Activació en cascada per altres caspases
Aquest mecanisme és propi de les caspases efectores, que tenen un pro-domini curt i romanen inactives fins que són clivades per altres caspases activades, en una reacció successiva coneguda com a cascada d’activació. Quan una caspasa activa cliva una altra, es produeix una reorganització dels seus bucles catalítics, la qual cosa permet la formació del lloc catalític actiu. Aquest procés d’activació en cascada amplifica el senyal apoptòtic dins la cèl·lula.

##### 2. Activació per proximitat
L'activació induïda per proximitat es dóna en les caspases iniciadores, com la caspasa-8. Aquestes caspases s'activen quan s'acosten a altres molècules de procaspasa en una plataforma d’activació, com el DISC, associat a receptors de mort cel·lular. Quan els receptors de mort s'agreguen en resposta a un senyal apoptòtic, formen el DISC, que recluta procaspases-8 a la membrana. La proximitat de les procaspases facilita una escissió mútua, activant-les i iniciant la cascada apoptòtica.

##### 3. Activació per associació amb cofactors
Aquest mecanisme s'observa en la caspasa-9, que s'activa mitjançant la seva associació amb el cofactor Apaf-1 i el citocrom c, alliberat pel mitocondri després d'un dany cel·lular. Aquest procés depèn de l’ATP i comporta la formació de l'apoptosoma, que promou l’activació conformacional de la caspasa-9 i desencadena la cascada apoptòtica.

##### 4. Exemples d'activació específica de caspases
Diverses caspases es caracteritzen per mecanismes d'activació específics:
- Caspasa 1: S'activa en absència de factors de creixement i promou l'activació de la interleucina-1β (IL-1β), implicada en la mort neuronal.
- Caspasa 2: La seva activació es produeix quan s'uneix a una molècula adaptadora associada al complex de senyalització del receptor de necrosi tumoral (TNF). Un cop activada, pot processar el seu propi precursor.
- Caspasa 9: Normalment inactiva al citosol, la caspasa 9 s'activa després de la sortida de citocrom c del mitocondri. Aquest es combina amb Apaf-1 i ATP per formar l’apoptosoma, activant la caspasa 9, la qual inicia la cascada apoptòtica activant altres caspases.

En conjunt, aquests mecanismes d'activació són essencials per regular l'apoptosi i mantenir l'equilibri entre supervivència i mort cel·lular.

### Inhibició
Les proteïnes inhibidores de l'apoptosi (IAPs) constitueixen un dels principals mecanismes de control negatiu sobre les caspases, bloquejant-ne l'activitat mitjançant una unió directa. Aquestes proteïnes tenen un paper fonamental en la regulació de l'apoptosi, assegurant que la cascada apoptòtica s'activi només en condicions apropiades per al manteniment de l'homeòstasi cel·lular. Es coneixen cinc membres altament conservats evolutivament d'aquesta família (IAP-1, IAP-2, XIAP, NIAP i survivina).
La proteïna inhibidora de l’apoptosi lligada al cromosoma X (XIAP) té la capacitat d’unir-se tant a la caspasa-9 com a les caspases efectores (caspasa-3 i caspasa-7). Aquesta interacció impedeix l’activació de les caspases, inhibint així la seva funció catalítica. La proteïna XIAP actua com una mena de "suïcidi assistit", ja que pot prevenir la mort cel·lular en resposta a senyals apoptòtics i, per tant, juga un paper crucial en la supervivència cel·lular.
A més de les XIAP, hi ha altres IAPs, com la cIAP1, la cIAP2 i la survivina, que també contribueixen a la regulació de les caspases, però cada una té mecanismes d'acció específics i és regulada de manera diferent. La funció de les IAPs és especialment rellevant en el context de l’apoptosi regulada per factors extracel·lulars, com ara les citocines proinflamatòries. Les proteïnes cIAP1 i cIAP2 inhibeixen les caspases efectores i la procaspasa-9 activada pel citocrom c, mantenint així les procaspases en un estat latent.
Aquest control sobre les caspases és essencial per evitar l’activació incontrolada de l’apoptosi, que podria provocar la pèrdua de cèl·lules sanes i afavorir diverses patologies, com malalties neurodegeneratives i càncer. Així, la modulació de les IAPs es considera una estratègia terapèutica prometedora per a tractar trastorns relacionats amb una apoptosi inadequada.
En contraposició a les IAPs, les proteïnes mitocondrials Smac/DIABLO (proteïnes alliberades per les mitocòndries durant l’apoptosi) exerceixen una funció antagonista. Aquestes proteïnes s'uneixen a les IAPs, desplaçant-les de les caspases i desbloquejant així la seva inhibició, permetent que la cascada apoptòtica continuï. Aquest mecanisme es reforça mitjançant una retroalimentació en què les caspases actives poden escindir les IAPs, mantenint una resposta apoptòtica sostinguda.
Aquest equilibri entre l’activació i la inhibició de les caspases és fonamental per a la regulació de l’apoptosi, i representa un objectiu potencial per a teràpies enfocades en malalties relacionades amb la desregulació de la mort cel·lular.

## Malalties relacionades
La disfunció i activació inadequada de les caspases pot provocar tumorigènesis, mentre que la seva activitat extrema dona lloc a condicions neurodegeneratives. D'altra banda, una activació no adequada de les caspases específiques en processos inflamatoris pot portar l'individu a esdevenir més susceptible a adquirir patologies infeccioses. Per contra, la seva hiperactivació pot comportar l'augment no desitjat de reaccions inflamatòries.

### Càncer
Les caspases intervenen en la inducció de  l'apoptosi en cèl·lules canceroses, provocant la seva mort i evitant-ne la proliferació. La seva desregulació, així com la manca d'una funció adequada, pot impedir l'eliminació de les cèl·lules tumorals, afavorint així el desenvolupament d'una neoplàsia.
Existeixen casos en què les cèl·lules malignes adquireixen capacitat d'evitar l'apoptosi per així sobreviure i proliferar. Això és degut a l'adquisició de resistència a les caspases. En estudis recents, s'ha observat una reducció de l'expressió genètica de caspases apoptòtiques en cèl·lules canceroses.
Altrament, la implicació de les caspases en la inflamació, a través de la seva participació en la síntesi de citocines inflamatòries, pot afavorir el creixement tumoral i promoure la supervivència de les cèl·lules tumorals.

### Inflamació
La producció d'IL-1 i l'activació de caspasa-1 estan associades amb diverses malalties inflamatòries i autoimmunitàries. Els investigadors han estudiat el paper de la caspasa-1 en aquestes condicions mitjançant agents que modulen la producció d'IL-1, ja sigui bloquejant la caspasa-1, les funcions d'IL-1 o els seus receptors. No obstant això, els assaigs clínics en humans amb tractaments dirigits a IL-1 en l'artritis reumatoide, així com en altres malalties reumàtiques com el lupus eritematós sistèmic, l'artritis psoriàsica i l'osteoartritis, han mostrat una eficàcia limitada o cap millora significativa. Tanmateix, aquests fàrmacs han demostrat beneficis per a pacients amb altres condicions hereditàries i adquirides associades a nivells elevats d'IL-1β.

### Patologies neurodegeneratives
La caspasa-1 duu a terme un paper crucial en les malalties neurodegeneratives a causa de la seva implicació en processos d'inflamació i mort cel·lular, afectant la salut del sistema nerviós. La seva activació està associada amb diverses condicions, com l'Alzheimer i el Parkinson.
En la malaltia d'Alzheimer, la caspasa-1 contribueix a la inflamació cerebral mitjançant l'activació de la producció d'IL-1β, una citocina proinflamatòria que intensifica el dany neuronal. Aquesta inflamació, juntament amb la piroptosi, pot alliberar substàncies que agreugen el deteriorament del teixit cerebral.
En la malaltia de Parkinson, l'activació de la caspasa-1 es relaciona amb l'augment de citocines inflamatòries que afecten les neurones dopaminèrgiques, vitals per al control del moviment. Una inflamació durant un elevat període pot contribuir significativament a la neurodegeneració.
En l'esclerosi múltiple també es mostra la influència de la caspasa-1, ja que pot afectar la resposta immune i promoure la desmielinització, un procés perjudicial per a les cèl·lules nervioses.
Donada la implicació de la caspasa-1 en aquests processos, s'estan investigant inhibidors de la caspasa-1 per mitigar la inflamació i protegir les neurones en malalties neurodegeneratives. A més, les teràpies dirigides a la inflamació mediada per IL-1 podrien resultar clau per millorar la funció cognitiva i la qualitat de vida dels pacients afectats.

### Patologies metabòliques
La caspasa-1 té un paper rellevant en les malalties metabòliques, ja que participa en la inflamació crònica que pot contribuir al desenvolupament de condicions com la diabetis tipus 2, l'obesitat i la síndrome metabòlica.
En el cas de la diabetis tipus 2, la caspasa-1 activa la producció d’IL-1β, una citocina proinflamatòria que interfereix amb la funció de les cèl·lules beta del pàncrees, responsables de la producció d'insulina. Aquest augment de la inflamació en teixits adiposos i musculars pot portar a la resistència a la insulina, un factor clau en el desenvolupament de la malaltia. A més, la caspasa-1 també pot desencadenar la piroptosi, un tipus de mort cel·lular programada que pot reduir la capacitat del pàncrees per produir insulina.
En l'obesitat, està associada a un increment de la inflamació en el teixit adipós. La caspasa-1 s'activa en resposta a senyals de dany cel·lular, contribuint a la producció d’IL-1β i altres citocines inflamatòries. Aquesta inflamació crònica pot afectar el metabolisme lipídic i la regulació de la glucosa, provocant complicacions metabòliques.
La síndrome metabòlica, que engloba trastorns com l’obesitat, la hipertensió i la resistència a la insulina, també es veu afectat per la inflamació sistèmica en què la caspasa-1 pot tenir un paper determinant.

## Aplicacions biomèdiques
A causa de la seva implicació en processos essencials per al funcionament cel·lular, les caspases tenen múltiples aplicacions en la biomedicina, especialment en el diagnòstic i tractament de malalties com el càncer, les infeccions i les malalties neurodegeneratives.
Una de les aplicacions més rellevants de les caspases és en la investigació sobre l'apoptosi. En el context del càncer, les cèl·lules tumorals sovint eviten l'apoptosi, fet que permet la proliferació descontrolada del tumor. Per aquest motiu, s'estan desenvolupant tractaments dirigits a activar les caspases per induir la mort de les cèl·lules canceroses. En malalties autoimmunes, com l'artritis reumatoide o el lupus, on el sistema immunitari ataca cèl·lules pròpies del cos, la regulació de les caspases també pot ser útil per controlar l'apoptosi de les cèl·lules immunitàries i evitar danys als teixits sans.
Les caspases també són útils com a biomarcadors diagnòstics. La seva activació pot indicar processos d'apoptosi, observables en diverses malalties. En el cas del càncer, els nivells alterats d'algunes caspases poden ajudar a identificar el tipus de tumor i avaluar la resposta als tractaments. En infeccions virals o bacterianes, la inducció de l'apoptosi en les cèl·lules infectades actua com a resposta defensiva, i el monitoratge de l'activitat de les caspases pot ajudar a seguir l'evolució de la infecció. A més, en malalties neurodegeneratives com l'Alzheimer i el Parkinson, la mort neuronal patològica mediada per caspases és un dels mecanismes clau de deteriorament neuronal, per tant, la seva mesura pot ser útil per al diagnòstic i seguiment d'aquestes afeccions.
En l'àmbit de les teràpies moleculars, les caspases representen una via prometedora per al desenvolupament de nous tractaments. Per exemple, en el càncer, es poden utilitzar compostos capaços d'activar selectivament les caspases per induir l'apoptosi en les cèl·lules tumorals. En canvi, en malalties neurodegeneratives, els inhibidors de caspases poden ajudar a frenar la mort neuronal no desitjada. Aquestes estratègies terapèutiques podrien obrir noves vies per al tractament de malalties fins ara difícils de controlar.

## Perspectives de futur
Tot i que tradicionalment s'ha presentat l’apoptosi com la funció principal de les caspases, estudis recents han demostrat que també tenen funcions no apoptòtiques en processos vitals com la diferenciació cel·lular, la resposta immune i la regeneració tissular. En organismes com la drosòfila i els mamífers, s'ha observat que les caspases poden participar en fenòmens de proliferació compensatòria, un mecanisme que permet a les cèl·lules supervivents dividir-se per reemplaçar les que han mort. Això planteja una pregunta interessant: per què i com la naturalesa ha adoptat una estratègia aparentment letal, com la propagació de l’apoptosi, per aprofitar-la amb un propòsit oposat, com la supervivència i la proliferació? 
Diverses hipòtesis intenten explicar aquesta paradoxa: la restricció local de l’activitat de les caspases, el control diferencial de la seva activitat i el seu paper com a molècules de senyalització en absència d’activitat enzimàtica són algunes de les possibles explicacions.
Una línia clau de recerca se centra en identificar els substrats biològicament rellevants de les caspases, ja que moltes dianes detectades per tècniques de proteòmica no són funcionalment significatives. Desenvolupar eines per distingir aquestes dianes és crucial per entendre les funcions apoptòtiques i no apoptòtiques de les caspases. Paral·lelament, els avenços en bioquímica estructural han obert noves possibilitats per dissenyar molècules petites que regulin de manera específica la seva activitat, abordant la falta d'inhibidors o activadors selectius actuals.
Les caspases també estan implicades en malalties complexes com el càncer, on poden contribuir a la inflamació i la resistència terapèutica, o en trastorns neurodegeneratius i autoimmunes, ampliant el seu potencial com a dianes terapèutiques. Tecnologies com CRISPR i sensors d'activitat podrien ajudar a comprendre millor la transició entre funcions pro-mort i pro-supervivència en cèl·lules saludables i malaltes.
Finalment, la modulació de caspases mitjançant teràpia gènica i fàrmacs específics podria obrir noves vies en medicina personalitzada per tractar desregulacions apoptòtiques, revolucionant el tractament de múltiples patologies. En conjunt, l’estudi de les caspases transcendeix la seva funció apoptòtica tradicional, oferint una finestra cap a una millor comprensió de la regulació cel·lular i cap a noves possibilitats terapèutiques en el futur.